# Котлярчук, Пётр Захарович
Пётр Захарович Котлярчук (1893—1974) ― советский учёный-патологоанатом.

## Биография
Родился 8 (20) июля 1893 года в Минской губернии в крестьянской семье.
Сначала работал в хозяйстве своих родителей, с 19 лет — на сахарном заводе. В 1914 году окончил медицинское училище и был мобилизован в армию; участвовал в Первой мировой войне, был фельдшером на фронте. В 1918 году вступил в ряды Красный Армии, работал в военных госпиталях на фронте Гражданской войны.
В 1926 году окончил медицинский факультет Первого Московского университета, в 1929 году — аспирантуру на кафедре патологической анатомии и был назначен заведующим патологоанатомическим отделением клинической больницы имени Н. А. Семашко в Рязани, где работал до 1968 года.
В последующем одновременно руководил патологоанатомическим отделением Рязанского филиала Московского областного клинического института и исполнял обязанности судмедэксперта. П. З. Котлярчук руководил патологоанатомической службой Рязанской области на протяжении нескольких десятилетий, долгие годы был главным внештатным специалистом-патологоанатомом Рязанского областного отдела здравоохранения (до 1963). По его инициативе было организовано патологоанатомическое отделение с гистологической лабораторией в областной больнице, были открыты патологические отделения в других больницах Рязани и Рязанской области.
На протяжении многих лет преподавал в Рязанской фельдшерской школе и Рязанском медицинском институте.
Им опубликовано более 30 научных работ, в том числе 1 монография. В 1938 году получил учёную степень кандидата медицинских наук за работу «Организация музейного дела в медицинских учреждениях» (Москва, 1938. — 43 с.). С 1948 года — Заслуженный врач РСФСР.
Награждён орденами Трудового Красного Знамени, «Знак Почёта», медалями, значком «Отличник здравоохранения».
Умер после тяжёлой болезни 14 ноября 1974 года в Рязани; похоронен на Скорбященском кладбище.
Его имя было внесено Рязанскую областную Книгу Почёта. В 2015 году на здании 6-го корпуса клинической больницы имени Н. А. Семашко, где долгие годы работал П. З. Котлярчук, была установлена мемориальная доска.